# Rio Jacaré-Pepira
Il Rio Jacaré-Pepira è un affluente del fiume Tietê dello Stato di San Paolo in Brasile.

## Percorso

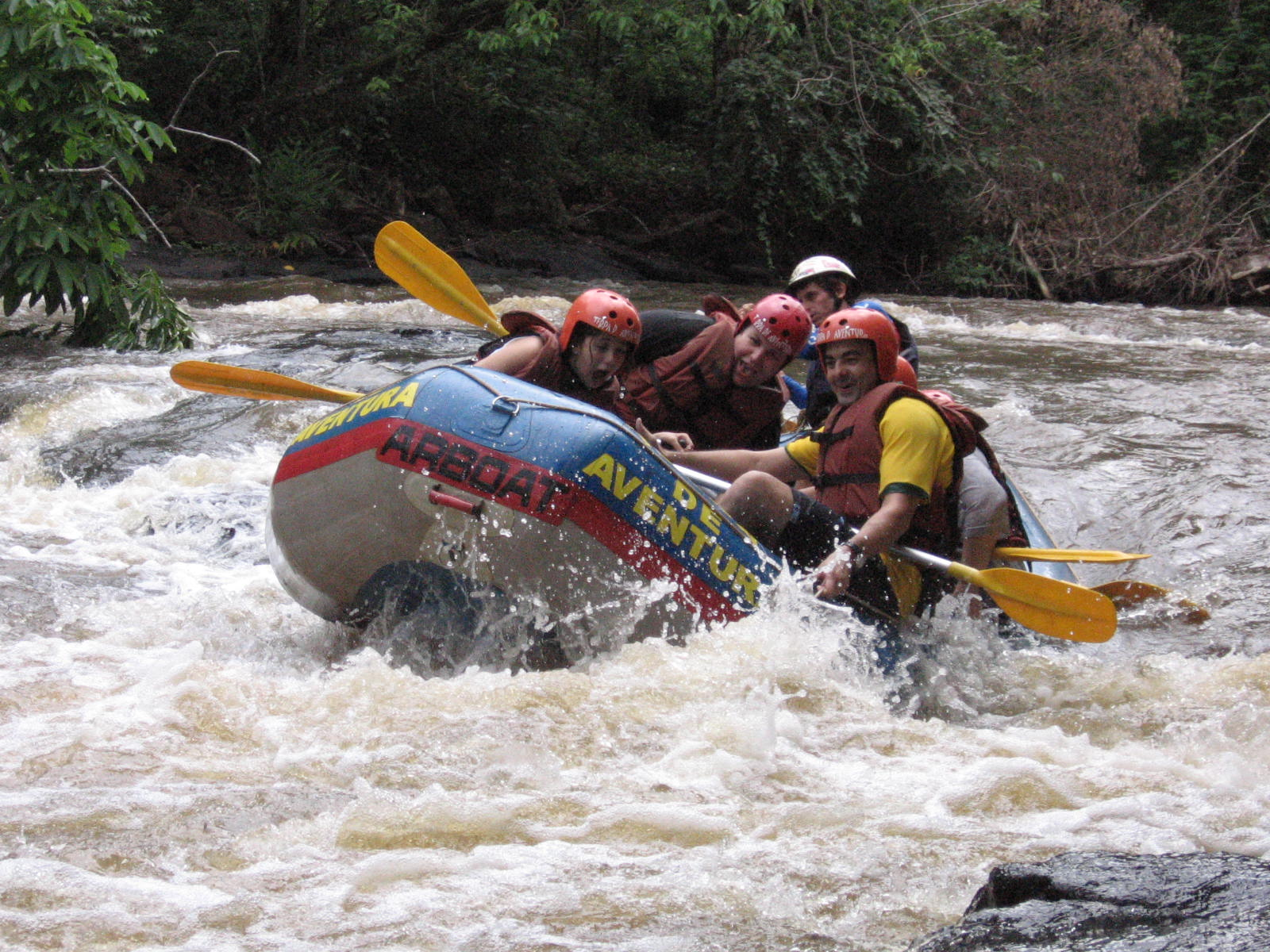
Rafting sul fiume

il fiume Jacaré-Pepira nasce tra i comuni di Brotas e São Pedro, sulla Serra de Itaqueri, ad una altitudine di circa 960 metri. Sbocca nel fiume Tietê nei pressi di Ibitinga. La sua lunghezza è di circa 174 km.